# Meninatherium
Meninatherium — маловивчений вимерлий рід азійських носорогів. Він відомий лише за зразком верхньоолігоценового європейського типу, який був знищений під час Другої світової війни.